# Szentlászló
Szentlászló es un pueblo ubicado en el distrito de Szigetvár, en el condado de Baranya, Hungría.

## Superficie
Posee una superficie de 14,06 kilómetros cuadrados.

## Demografía
Hasta 2019 la población era de 733 habitantes, con una densidad de población de 52,13 habitantes por kilómetro cuadrado.